# Teatro Gil Vicente
O Theatro Gil Vicente é um teatro localizado em Barcelos, Portugal.
O patrono do teatro, o dramaturgo Gil Vicente, poderá ter nascido em Barcelos.

## História
O Teatro foi pela primeira vez aberto ao público a 31 de Julho de 1903, com a apresentação da peça de teatro de revista “Barcelos por Dentro”, da autoria de Augusto Soucasaux.
Em 1994, os donos do edifício então devoluto queriam vender as suas acções à Câmara Municipal de Barcelos. O então presidente da Câmara Municipal, Fernando Reis, alegou não ter dinheiro. Nesse ano, uma construtora de Braga comprou as ações por 60 mil contos (300 mil euros) e, meses depois, a câmara municipal comprou, com surpresa, o teatro por 150 mil contos (750 mil euros).
A autarquia lançou, em 2004, obras de 2,5 milhões, cofinanciadas pelo Governo de Durão Barroso. Em 2008 foram alvo da fase 2: mais 900 mil euros.
O projeto do multiusos deu origem a uma sala para cerca de 250 pessoas. O rés-do-chão fica com um café-concerto e foyer, nos pisos 1 e 2 ficam os serviços e a direção, o 3.º andar destina-se a salas de ensaio e camarins.
Em agosto de 2013, avançou a empreitada de requalificação do largo envolvente ao teatro, adjudicada por 125 mil euros.
A autarquia aprovou uma alteração simplificada ao Plano Director Municipal para ultrapassar o facto de, com as obras de reconstrução, o teatro ter ficado com mais seis metros de altura do que o que estava no estudo prévio e no projeto de execução da obra. Em causa está a torre de palco, que permite a mudança rápida de cenários.
A 7 de Setembro de 2013 foi feita a reabertura do teatro, tendo sido apresentado o espetáculo "Pranto de Maria Parda" texto do Dramaturgo Português Gil Vicente, espetáculo levado à cena pela A Capoeira Companhia de Teatro de Barcelos.
Atualmente o Theatro Gil Vicente está sob a alçada da Vereação da cultura da Câmara Municipal de Barcelos a qual é também responsável pela programação do espaço cultural.

## Residência Artística
Em 28 de Março de 2014, em reunião da Câmara Municipal, foi concedida a residência Artística à companhia local, A Capoeira Companhia de Teatro de Barcelos podendo assim desenvolver o seu trabalho de criação artística, criação de públicos e desenvolvimento de acções de formação artística e cultural. Esta Companhia de Teatro com um historial inigualável na localidade usufrui então de condições excepcionais para o desenvolvimento da sua atividade.
Esta companhia de Teatro Fundada em 1976 é também promotor do Festival de teatro de Barcelos que se realiza anualmente na cidade.